# Лейк-Бентон (город, Миннесота)
Лейк-Бентон (англ. Lake Benton) — город в округе Линкольн, штат Миннесота, США. На площади 11,97 км² (9,79 км² — суша, 2,18 км² — вода), согласно переписи 2010 года, проживают 683 человека. Плотность населения составляет 56,9 чел./км². Вокруг города находится более 600 ветровых электростанций.

## Географическое положение

Город на карте округа Линкольн, и расположение округа в штате Миннесота

Город Лейк-Бентон находится на юго-западе штата Миннесота на берегу озера Бентон. Площадь города — 11,97 км² (9,79 км² — суша, 2,18 км² — вода), он находится внутри территории тауншипа Лейк-Бентон.

## История
Почтовое отделение под именем Лейк-Бентон начало работать в 1873 году. Поселение было основано в 1879 году. Город был назван по имени озера Бентон. С 1882 по 1902 год в Лейк-Бентоне находился административный центр округа Линкольн.

## Население
По данным переписи 2010 года население Лейк-Бентон составляло 683 человека (из них 48,8 % мужчин и 51,2 % женщин), было 338 домашних хозяйства и 177 семей. Расовый состав: белые — 98,7 %, 0,1 % — афроамериканцы.
Из 338 домашних хозяйств 43,5 % представляли собой совместно проживающие супружеские пары (13,9 % с детьми младше 18 лет), в 5,0 % домохозяйств женщины проживали без мужей, в 3,8 % домохозяйств мужчины проживали без жён, 47,6 % не имели семьи. В среднем домашнее хозяйство вели 2,02 человека, а средний размер семьи — 2,76 человека.
Население города по возрастному диапазону распределилось следующим образом: 21,1 % — жители младше 18 лет, 3,1 % — между 18 и 21 годами, 47,7 % — от 21 до 65 лет, и 28,1 % — в возрасте 65 лет и старше. Средний возраст населения — 48,8 лет. На каждые 100 женщин приходилось 95,1 мужчины, при этом на 100 совершеннолетних женщин приходилось уже 88,5 мужчин сопоставимого возраста.
В 2014 году из 538 трудоспособных жителей старше 16 лет имели работу 342 человека. медианный доход на семью оценивался в 52 500 $, на домашнее хозяйство — в 29 261 $. Доход на душу населения — 22 134 $. 7,1 % от всего числа семей и 14,2 % от всей численности населения находилось на момент переписи за чертой бедности.
Динамика численности населения:
|  |